# Strikers 1945 Plus
Strikers 1945 Plus est un jeu vidéo de type shoot 'em up développé par Psikyo et édité par SNK en 1999 sur Neo-Geo MVS (NGM 254),,.

## Série
1. Strikers 1945 (Psikyo 1st Generation, 1995)
2. Strikers 1945 II (Psikyo SH2, 1997)
3. Strikers 1945 Plus (MVS, 1999)
4. Strikers 1945 III (Psikyo SH2, 1999)